# Podul de la Slatina
Podul de la Slatina este situat în orașul Slatina din România. A fost proiectat de inginerul francez Jules Goüin⁠(fr)[traduceți] în 1888. Este un pod rutier care traversează râul Olt și care a fost miza unor lupte purtate în 1944 între Wehrmacht-ul aflat în retragere (care nu a avut timp să-l dinamiteze) pe de o parte, și armatele sovietice și române, aflate în ofensivă, pe de altă parte. Tot mai slăbit și deteriorat de vibrațiile provocate de trecerea camioanelor, a fost închis în 2018-2019 pentru a fi renovat de o companie italiană.